# Dociostaurus maroccanus
Dociostaurus maroccanus är en insektsart som först beskrevs av Carl Peter Thunberg 1815.  Dociostaurus maroccanus ingår i släktet Dociostaurus och familjen gräshoppor. Inga underarter finns listade i Catalogue of Life.